# Orlando Calautti
Orlando Nicodemo Calautti (Buenos Aires, 3 de septiembre de 1917-Buenos Aires, 31 de julio de 2019) fue un compositor y bandoneonista argentino.
Actuó en las orquestas de Ricardo Malerba, Edgardo Donato y Ricardo Tanturi, pasando finalmente a la de Florindo Sassone. Fue autor de los tangos «Rosa de Tokio» (1966) y «Che Cristóbal» —este último grabado por Miguel Montero—. Daniel Lomuto, hijo de Enrique Lomuto, estudió bandoneón con él. Compuso tangos, milongas y valses, entre los que destacan «Buenas noches Navidad» (1981), «Con historia», «Doble condena» (1957), «Flores para mamá» (1956), «Milonga para mi hijo» (1967), «Porque sé que me querés» (1965) y «Viviré para quererte» (1981).
Falleció en el Sanatorio Güemes de Buenos Aires a los 101 años a causa de una septicemia y sus restos fueron inhumados en el cementerio municipal de Ranchos, General Paz.